# Liste der Kulturdenkmäler in Himmelsberg (Kirchhain)
Die folgende Liste enthält die in der Denkmaltopographie ausgewiesenen Kulturdenkmäler auf dem Gebiet des Ortsteils Himmelsberg der  Stadt Kirchhain, Landkreis Marburg-Biedenkopf, Hessen.
Hinweis: Die Reihenfolge der Denkmäler in dieser Liste orientiert sich an der Anschrift, alternativ ist sie auch nach der Bezeichnung oder der Bauzeit sortierbar.
Kulturdenkmäler werden fortlaufend im Denkmalverzeichnis des Landes Hessen durch das Landesamt für Denkmalpflege Hessen auf Basis des Hessischen Denkmalschutzgesetzes (HDSchG) geführt. Die Schutzwürdigkeit eines Kulturdenkmals hängt nicht von der Eintragung in das Denkmalverzeichnis des Landes Hessen oder der Veröffentlichung in der Denkmaltopographie ab.

Das Vorhandensein oder Fehlen eines Objekts in dieser Liste ist keine rechtsverbindliche Auskunft darüber, ob es Kulturdenkmal ist oder nicht: Diese Liste entspricht möglicherweise nicht dem aktuellen Stand der offiziellen Denkmaltopographie. Diese ist für Hessen in den entsprechenden Bänden der Denkmaltopographie Bundesrepublik Deutschland und im Internet unter DenkXweb – Kulturdenkmäler in Hessen einsehbar. Auch diese Quellen sind, obwohl sie durch das Landesamt für Denkmalpflege Hessen aktualisiert werden, nicht immer aktuell, da es im Denkmalbestand immer wieder Änderungen gibt.
Eine verbindliche Auskunft erteilt allein das Landesamt für Denkmalpflege Hessen.
Nutze diese Kartenansicht, um Koordinaten in der Liste zu setzen. In dieser Kartenansicht sind Kulturdenkmale ohne Koordinaten mit einem roten bzw. orangen Marker dargestellt und können in der Karte gesetzt werden. Kulturdenkmale ohne Bild sind mit einem blauen bzw. roten Marker gekennzeichnet, Kulturdenkmale mit Bild mit einem grünen bzw. orangen Marker.
| Bild            | Bezeichnung                     | Lage                                         | Beschreibung                  | Bauzeit | Objekt-Nr. |
| --------------- | ------------------------------- | -------------------------------------------- | ----------------------------- | ------- | ---------- |
| weitere Bilder  | Katholische Kirche St. Nikolaus | Am Grün 1 LageFlur: 1, Flurstück: 51/1       |                               |         |            |
| weitere Bilder  | Dreiseithof                     | Am Grün 2 LageFlur: 1, Flurstück: 59/2       |                               |         |            |
| Bild gesucht BW | Dreiseithof                     | Am Grün 4 LageFlur: 1, Flurstück: 60         |                               |         |            |
| Bild gesucht BW | Wohnhaus                        | Am Grün 5 LageFlur: 1, Flurstück: 50/1/50/2  |                               |         |            |
| Tanzsaal        | Tanzsaal                        | An der Linde 1 LageFlur: 1, Flurstück: 9     |                               |         |            |
| weitere Bilder  | Bildstock                       | An der Linde LageFlur: 1, Flurstück: 33/1    |                               |         |            |
| weitere Bilder  | Dreiseithof                     | An der Linde 1 LageFlur: 1, Flurstück: 9     |                               |         |            |
| weitere Bilder  | Dreiseithof                     | An der Linde 4 LageFlur: 1, Flurstück: 38/1  |                               |         |            |
| weitere Bilder  | Wohnhaus                        | An der Linde 5 LageFlur: 1, Flurstück: 11    |                               |         |            |
| weitere Bilder  | Hakenhof                        | An der Linde 6 LageFlur: 1, Flurstück: 37    |                               |         |            |
| Wohnhaus        | Wohnhaus                        | An der Linde 7 LageFlur: 1, Flurstück: 12    |                               |         |            |
| weitere Bilder  | Wohnhaus                        | An der Linde 8 LageFlur: 1, Flurstück: 36    |                               |         |            |
| weitere Bilder  | Fachwerkhaus                    | An der Linde 9 LageFlur: 1, Flurstück: 13    |                               |         |            |
| weitere Bilder  | Zweiseithof                     | An der Linde 11 LageFlur: 1, Flurstück: 16   |                               |         |            |
| Wohnhaus        | Wohnhaus                        | An der Linde 17 LageFlur: 1, Flurstück: 20/1 |                               |         |            |
| weitere Bilder  | Dreiseithof                     | An der Linde 19 LageFlur: 1, Flurstück: 22/2 |                               |         |            |
| weitere Bilder  | Backhaus                        | An der Linde 21 LageFlur: 1, Flurstück: 65   |                               |         |            |
| weitere Bilder  | Dreiseithof                     | An der Linde 25 LageFlur: 1, Flurstück: 30   |                               |         |            |
| weitere Bilder  | Mariensäule                     | LageFlur: 4, Flurstück: 68/1                 | An der Straße nach Stausebach |         |            |
| weitere Bilder  | Kruzifix                        | Wolfangerstraße LageFlur: 1, Flurstück: 65   |                               |         |            |